# Georg Silberschlag der Ältere
Georg Silberschlag der Ältere (* 1535 in Erfurt; † 16. Februar 1572 ebenda) war ein deutscher lutherischer Theologe.
Georg Silberschlag studierte an der Universität Erfurt unter dem Rektor Haußen. 1556 wurde er Magister und danach Schulmeister der Barfüßer-Gemeinde. 1559 wurde er zum Neuprediger und 1561 zum Pfarrer der Kaufmanns-Gemeinde berufen. Etwa fünf Jahre später wurde Silberschlag auch erster Lehrer für Hebräisch an seiner Alma Mater.
Während der konfessionellen Auseinandersetzungen in Erfurt stellte sich Silberschlag konsequent auf die Seite von Andreas Poach.
Er wurde in der Kaufmanns-Kirche begraben. Sein Amtsnachfolger wurde Berthold Sprockhoff (Sprocovius).
Georg Silberschlag war verheiratet mit Barbara Gall. Das Paar hatte die Söhne Esaias (1560–1606) und Georg (1563–1635).